# Leptogium juniperinum
Leptogium juniperinum är en lavart som beskrevs av Tuck. Leptogium juniperinum ingår i släktet Leptogium och familjen Collemataceae.   Inga underarter finns listade i Catalogue of Life.